# Campellolebias chrysolineatus
Campellolebias chrysolineatus es una especie de pez de la familia de los rivulinos en el orden de los ciprinodontiformes.

## Morfología
Los machos pueden alcanzar los 4 cm de longitud total.

## Distribución geográfica
Se encuentran en la costa atlántica de Sudamérica.